# Козловка (Троснянское сельское поселение)
Козло́вка — деревня в Троснянском районе Орловской области. Входит в состав Троснянского сельского поселения.

## География
Козловка находится в юго-восточной части области на Среднерусской возвышенности.
Часовой пояс
деревня Козловка, как и вся Орловская область, находится в часовой зоне МСК (московское время). Смещение применяемого времени относительно UTC составляет +3:00.

## Население
| 2010 |
| ---- |
| 39   |

Национальный состав
Согласно результатам переписи 2002 года, в национальной структуре населения русские составляли 83 % от общей численности населения в 76 жителей